# Іса Гендергеноєвський
Іса Гендергеноєвський (чечен. Іийса Гендаргно; (1795, Гендарген, Чечня — 1845, Урус-Мартан, Чечня) — знаменитий чеченський полководець XIX століття, учасник  Кавказької війни.

## Кавказька війна
- 1839 році Брати Іса і Муса Гендергеноевскіе розгромили російську фортецю (Золота долина) в центрі Урус-Мартана.
- 1845 році в бою під Дарго («Сухарна експедиція») між загоном Іси Гендаргеноевского і загоном генерала Клюгенау росіяни втратили убитими і зниклими безвісти 1700 чоловік, в тому числі генералів Пассека і Вікторова та 3 гірських знаряддя[2][3][4].